# Agosto rojo
El Agosto rojo (en chino tradicional: 紅八月; en chino simplificado: 红八月; pinyin: Hóng Bāyuè), que originalmente significaba el agosto de 1966 de la Revolución Cultural China, también se usa para indicar una serie de masacres en Pekín que tuvieron lugar principalmente durante el período. Según las estadísticas oficiales de 1980, de agosto a septiembre de 1966, un total de 1772 personas. Los académicos también han señalado que, según las estadísticas oficiales de 1985, el número real de muertos durante el Agosto Rojo fue de más de 10000.

## Historia

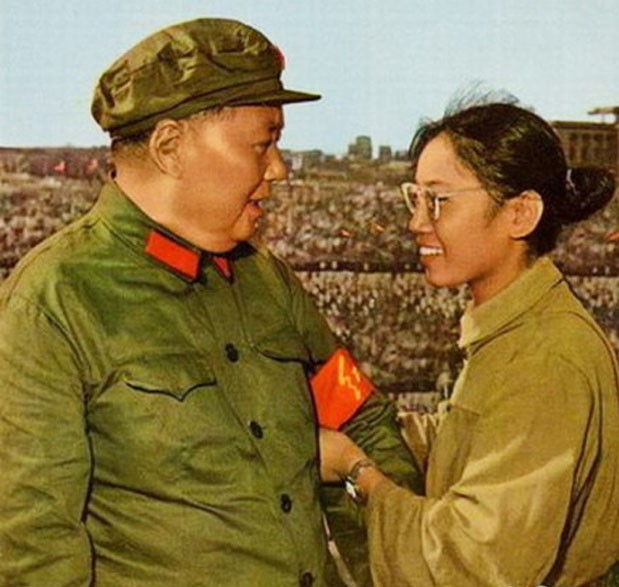
Mao Zedong se reunió con el líder de la Guardia Roja, Song Binbin, en Tiananmen el 18 de agosto de 1966.

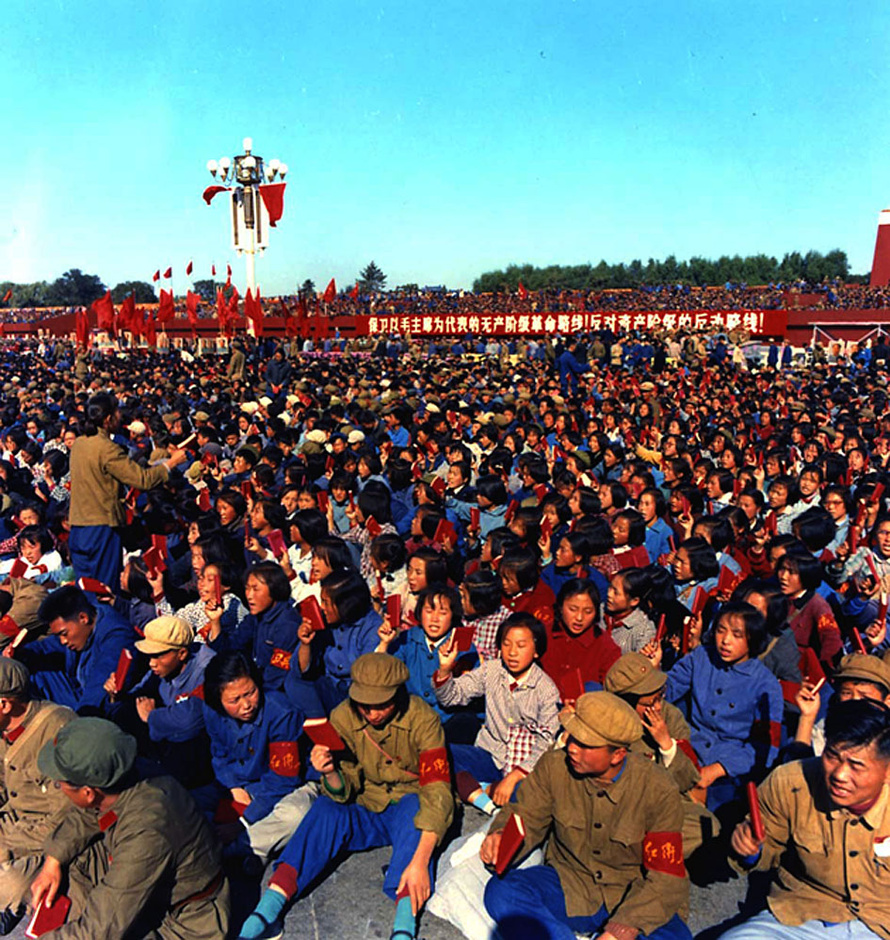
Los guardias rojos en la Plaza de Tiananmén (septiembre de 1966).

El 5 de agosto, los Guardias Rojos golpearon hasta la muerte a Bian Zhongyun (卞仲耘), el subdirector de la Escuela Secundaria Experimental Adjunta a la Universidad Normal de Pekín, y Bian fue el primer trabajador educativo en Pekín asesinado por los Guardias Rojos.
El 18 de agosto de 1966, Mao Zedong se reunió con Song Binbin (宋彬彬), un líder de la Guardia rojos, en Tiananmen de Pekín, lo que alentó a los Guardias rojos que luego comenzaron su asesinato masivo en la ciudad. Al mismo tiempo, los Guardias Rojos comenzaron a destruir a los "Cuatro Viejos".
Los métodos de sacrificio durante el agosto rojo incluyeron palizas, azotes, sofocación, pisoteo, ebullición, decapitación, etc; en particular, el método utilizado para matar a la mayoría de los bebés y niños era golpearlos contra el suelo o cortarlos en mitades. Muchas personas, incluido el notable escritor Lao She, se suicidaron después de ser perseguidos.
Durante las masacres, Mao Zedong se opuso públicamente a cualquier intervención gubernamental al movimiento estudiantil, y Xie Fuzhi (谢富治), el ministro del Ministerio de Seguridad Pública, también ordenó proteger a los Guardias rojos y no arrestarlos.
Sin embargo, las cosas se habían descontrolado a fines de agosto de 1966, lo que obligó al Comité Central del Partido Comunista de China (PCCh) y al gobierno chino a tomar múltiples intervenciones, lo que gradualmente puso fin a la masacre.

## Número de muertos

Mao Zedong y los Guardias Rojos en la Plaza de Tiananmén en octubre de 1966.

Según las estadísticas oficiales de 1980, de agosto a septiembre de 1966, un total de 1772 personas, incluidos maestros y directores de muchas escuelas, fueron asesinados en Pekín por Guardias rojos; Además, 33695 casas fueron saqueadas y 85196 familias fueron obligadas a abandonar la ciudad. Los académicos también han señalado que, según las estadísticas oficiales de 1985, el número real de muertos durante el Agosto Rojo fue de más de 10000.
El asesinato de los Guardias rojos también tuvo un impacto en varios distritos rurales de Pekín, causando la "Masacre de Daxing", por ejemplo, durante la cual 325 personas fueron asesinadas del 27 de agosto al 1 de septiembre en el Distrito de Daxing de Pekín. El mayor asesinado durante la masacre de Daxing tenía 80 años, mientras que el menor tenía solo 38 días; 22 familias fueron aniquiladas.

## Consecuencias e influencia
El agosto rojo de Pekín es considerado como el origen del terror rojo de la revolución cultural china, que influye en el movimiento de los Guardias rojos en varias ciudades, incluidas Shanghái, Guangzhou, Nanjing y Xiamen, donde los líderes políticos locales, intelectuales, maestros y personas de cinco Las Categorías Negras fueron perseguidas y asesinadas por los Guardias rojos.
Ha habido una comparación entre el 18 de agosto de 1966, que fue el punto clave del agosto rojo, y la Kristallnacht, que fue el preludio del Holocausto de la Alemania nazi. El Agosto Rojo junto con las siguientes masacres en China durante la Revolución Cultural también se ha comparado con la Masacre de Nankín realizada por el ejército japonés durante la segunda guerra sino-japonesa.